# Milivoj Husák
Milivoj Husák (* 25. srpna 1950, Turnov) je český malíř a grafik s jugoslávskými kořeny.

## Život a dílo
V letech 1965–69 navštěvoval Střední uměleckoprůmyslovou školu v Brně, potom studoval dva roky na pražské AVU, kterou v době normalizace nedostudoval. Pracoval jako designér nábytku, spolupracoval s památkovou péčí, léta 1978 – 1985 strávil v dělnických profesích. Významným impulzem k jeho vlastní tvorbě bylo setkání s dílem Bohuslava Reynka a brněnského básníka Karla Křepelky.
Jeho malířská tvorba v 80. letech je poznamenána barokní inspirací a naturalistickým pojetím postavy; v letech 90. se však přesouvá k abstraktním kompozicím využívajícím různých symbolů a znaků a nalézajícím náměty v duchovních tradicích Evropy, především křesťanství, judaismu a alchymii. Jeho pozdější tvorba je ve znamení "paradoxního zobrazování světla". Věnuje se realizaci sakrálních interiérů, oltářních obrazů a křížových cest. Jako scénograf spolupracoval s brněnskými divadly Husa na provázku, pro něž navrhl v roce 1982 – 1983 scénickou podobu představení „Labyrint světa a lusthauz srdce“, a s Divadlem u stolu.
Ilustroval též duchovní knihy Thomase Mertona nebo Tomáše Kempenského.

### Realizované projekty

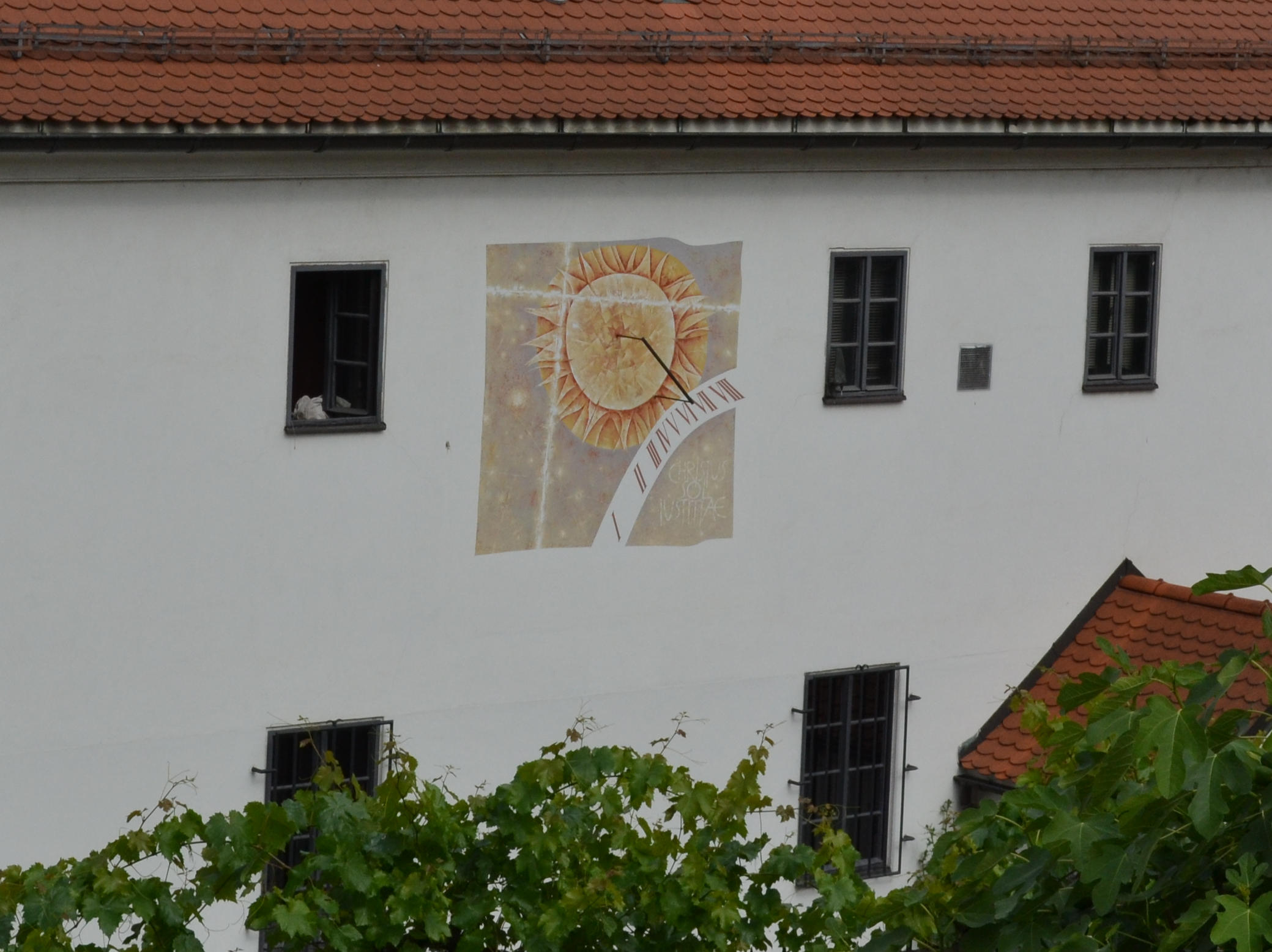
Sluneční hodiny na budově kapucínského kláštera v Brně

- Interiér kaple Ducha svatého na brněnském biskupství
- Nástěnné malby v kapli Masarykova onkologického ústavu v Brně
- Modlitebna sboru Českobratrské církve evangelické v Brně-Husovicích
- Kaple exercičního domu Tovaryšstva Ježíšova, Český Těšín
- Kaple Nemocnice sv. Zdislavy, Mostiště
- Oltářní obraz a křížová cesta v kostele Panny Marie Pomocnice křesťanů v Brně-Žabovřeskách

- Obrazy křížová cesty ke kapli sv. Urbana, Slavkov u Brna[5]
- Křížová cesta v Domě pokojného stáří Kamenná v Brně
- Obraz sv. archanděla Michaela na bočním oltáři dominikánských mučedníků v klášterním kostele Nanebevzetí Panny Marie v Uherském Brodě[6]
- Oltářní obraz sv. Terezie z Avily v klášterním kostele bosých karmelitek v Drastech[7]
- Sluneční hodiny s Mariánským motivem (2010) a znamení noci a dne (2011) v kostele Navštívení Panny Marie v Hlubokých Mašůvkách[8]

### Významné výstavy
- Na prahu ohně (Hodonín, 2015)
- Temnoto země, světlo ohni (Skleněná louka, Brno, 2012)

- Labyrint světa i srdce (Haag, 2009, u příležitosti českého předsednictví Radě EU)[9]
- Tělo-vosk, srdce-knot, duše-plamen (kaple sv. Barbory, Žďár nad Sázavou, 2002)